# San Andrés (Honduras)
San Andrés é uma cidade hondurenha do departamento de Lempira.
.